# ODEG ET 445
De ODEG ET 445 is een serie elektrische dubbeldekstreinstellen van het type Stadler Dosto, bestemd voor het regionaal personenvervoer van de Ostdeutsche Eisenbahn GmbH (ODEG).

## Geschiedenis
Na langdurige onderhandelingen werd eind december 2009 een contract getekend voor de levering van voertuigen voor het "Netz Stadtbahn" tussen BeNex, Arriva Deutschland GmbH, tegenwoordig bekend als Netinera en Stadler Pankow. Deze order wordt begroot op ca. 146 miljoen euro. De Ostdeutsche Eisenbahn plaatste op 11 januari 2010 een order bij Stadler Rail voor de bouw van 16 dubbeldeks treinstellen met een instap op het lagevoergedeelte. Deze treinen worden vanaf december 2012 in gebruik genomen.
Op 15 februari 2012 werd gestart met het proefbedrijf voor deze treinstellen.
Op 13 juli 2012 werd bekend dat Eisenbahn-Bundesamtes de toelating niet tijdig kan verstrekken. In dit geval zal ODEG met "Plan B" moeten werken.
Op 8 december 2012 werd bekend dat Eisenbahn-Bundesamtes de toelating nog niet verstrekt heeft. Hierdoor moet naar andere treinstellen worden gezocht.
Alle 16 treinstellen zijn gemoderniseerd in de periode 2020-2023.

## Constructie en techniek
De balkons bevinden zich op het lagevloergedeelte. De treinstellen bestaan uit twee motorwagens aan de kop en twee tussenrijtuigen zonder aandrijving. Deze treinstellen kunnen tot vier stuks gecombineerd rijden. De treinstellen zijn uitgerust met luchtvering.
De treinstellen zijn uitgerust met tractiemotoren van het type TSA TMF 59-33-4. 

## Treindiensten
De treinen zouden in Berlijn/Brandenburg door Ostdeutsche Eisenbahn op de volgende trajecten ingezet moeten worden:
- vanaf december 2012:
  - RE 2: Wismar - Wittenberge - Berlijn - Cottbus
  - RE 4: Stendal - Rathenow - Berlijn - Ludwigsfelde - Jüterbog